# 馬尼斯蒂克 (密歇根州)
馬尼斯蒂克（英語：Manistique）是一個位於美國密歇根州斯庫克拉夫特縣的城市。根據2010年美國人口普查，該地共人口3097人，而該地的面積約為9.11平方千米。同時該地也是斯庫克拉夫特縣的縣治。

## 地理
馬尼斯蒂克的座標為45°57′28″N 86°14′59″W / 45.95778°N 86.24972°W，而該地的平均海拔高度為183米（即600英尺）。